# Arsenda
Arsenda, poznata i kao Arsenda od Béziersa (katalonski: Arsenda de Besiers), bila je katalonska plemkinja, grofica Urgella. Bila je prva supruga grofa Ermengola II. od Urgella; par je bio bez djece.
Nije poznato tko su bili njezini roditelji. Prema jednoj hipotezi, Arsenda je bila iz Béziersa, kći Vilima I. od Béziersa i njegove supruge, čije je ime također bilo Arsenda.
Arsenda je umrla prije god. 1030. te se Ermengol ponovno oženio.

## Vanjske poveznice
- Obitelj grofa Ermengola II.